# Alexander Graham Bell (film)
Az Alexander Graham Bell (The Story of Alexander Graham Bell) 1939-ben bemutatott fekete–fehér amerikai életrajzi film, rendezője Irving Cummings. Magyarországon a filmet 1939. szeptember 27-én mutatták be.
A film Alexander Graham Bell amerikai fizikus, a telefon feltalálója (1876), a siketoktatási rendszer kidolgozója élettörténetét dolgozza fel.

## Cselekménye
Alexander Bell szegény családból származott. Az akkor már ismert távírót akarta tökéletesíteni. Munkája közben ismerkedett meg a Sanders és Hubbard családokkal. Sanders néma kisfiát, George-ot beszélni tanítja. Hubbardék lánya, Mabel tökéletesen beszél ugyan, de nem hall. Alexander Bell beleszeret a lányba és szeretné hallását megjavítani. Miközben ezzel kísérletezik, arra a gondolatra jut, hogy talán dróton is lehet emberi hangot továbbítani. Barátjával, Watsonnal nekilát a kísérletnek és hónapok kitartó munkájával eléri célját. Telefonnak nevezett találmányát bemutatja a nyilvánosságnak, majd Londonban is bemutathatja Viktória királynőnek, akinek elnyeri tetszését. A telefont bevezetik a Buckingham-palotába. Amerikában ezalatt egy másik, de nagyobb tőkével rendelkező társaság is szabadalmat jelent be a telefonra és elsöpréssel fenyegeti Bell vállalkozását. Bell szabadalombitorlásért perbe fogja a Western Union társaságot. Bizonyítékok hiányában már úgy látszik, hogy elveszti a pert, amikor felesége, Mabel egy régi levéllel bebizonyítja férje igazát. A Western Union kiegyezik Bellel, aki felesége oldalán indul neki a boldog életnek.

## Szereplők
- Don Ameche – Alexander Graham Bell
- Loretta Young – Mrs. Mabel Hubbard Bell
- Henry Fonda – Thomas A. Watson
- Charles Coburn – Gardiner Greene Hubbard
- Gene Lockhart – Thomas Sanders
- Spring Byington – Mrs. Hubbard
- Sally Blane – Gertrude Hubbard
- Polly Ann Young – Grace Hubbard
- Georgiana Young – Berta Hubbard
- Bobs Watson – George Sanders
- Russell Hicks – Mr. Barrows
- Paul Stanton – Chauncey Smith
- Jonathan Hale – a Western Union elnöke
- Harry Davenport – bíró
- Beryl Mercer – Victoria királynő
- Elizabeth Patterson – Mrs. Mac Gregor
- Charles Trowbridge – George Pollard
- Jan Duggan – Mrs. Winthrop
- Claire Du Brey – Landlady
- Harry Tyler – Joe Eliot
- Ralph Remley – D'Arcy – Singer
- Zeffie Tilbury – Mrs. Sanders